# Metroliner
Le Metroliner est un train express à tarification spécifique ayant circulé entre Washington, DC et New York de 1969 à 2006. D’abord exploité par la Penn Central Transportation Company, successeur de la Pennsylvania Railroad, il fut ensuite repris par Amtrak.

## Histoire
Exploité à l’origine avec plusieurs voitures électriques auto-alimentées (ensuite remplacées par des voitures tractées par une locomotive à la suite d’une moindre fiabilité et d’autres problèmes), le train avait des sièges réservés de première classe et de classe affaires. Le trajet de Pennsylvania station à Union Station prenait de 2,5 à 3,4 heures,.
Le service Metroliner a pris fin le 27 octobre 2006 avec son remplacement par les rames à grande vitesse Acela Express circulant à 240 km/h.